# Дарьевка (Луганская область)
Дарьевка (укр. Дар'ївка) — село, относится к Свердловскому району Луганской области Украины. Под контролем самопровозглашённой Луганской Народной Республики.

## География
Село расположено на правом берегу реки Нагольной. Ближайшие населённые пункты: сёла Марьевка, Новодарьевка, Благовка, Платоновка, Новокрасновка (ниже по течению Нагольной) на юго-западе, посёлки Дзержинский на севере, Нагольно-Тарасовка (выше по течению Нагольной) на северо востоке; сёла Грибоваха на западе, Ульяновка на северо-западе, Зеленополье, Верхнетузлово, Новоборовицы на юго-востоке, Любимое на юге.

## Население
Население по переписи 2001 года составляло 136 человек.

## Общие сведения
Почтовый индекс — 94871. Телефонный код — 6434. Занимает площадь 13,465 км². Код КОАТУУ — 4424286603.

## Местный совет
94870, Луганская обл., Свердловский городской совет, с. Новоборовицы, ул. Шевченко